# Galata Spor Kulübü
Il Galata SK  è una società calcistica con sede ad Istanbul in Turchia.
Fondato nel 1932, il club nel 2013-2014 milita nella Amatör Futbol Ligleri la sesta serie calcistica turca.

## Stadio
Il club gioca le partite in casa allo Stadio di Taksim.

## Storia
Il club è stato fondato nel 1932 e dopo aver giocato per diversi anni nella serie cadetta turca nel 1971 è retrocesso in TFF 2. Lig.

## Statistiche
- TFF 1. Lig: ?-1971
- TFF 2. Lig: 1971-1978
- TFF 3. Lig: 1978-?
- Bölgesel Amatör Lig: ?
- Amatör Futbol Ligleri:?